# Mesonerilla armoricana
Mesonerilla armoricana är en ringmaskart som beskrevs av Bertil Swedmark 1959. Mesonerilla armoricana ingår i släktet Mesonerilla och familjen Nerillidae. Arten har ej påträffats i Sverige. Inga underarter finns listade i Catalogue of Life.